# Nightflyers
Nightflyers es una serie de televisión de ciencia ficción que se estrenó en Syfy el 2 de diciembre de 2018, basada en la novela corta del mismo nombre en inglés, traducida a español como Nómadas nocturnos, y los cuentos de George R. R. Martin.

## Reparto
- Gretchen Mol como Dra. Agatha Matheson.[2]
- Eoin Macken como Karl D’Branin.[2]
- David Ajala como Roy Eris.[2]
- Sam Strike como Thale.[2]
- Maya Eshet como Lommie.[2]
- Angus Sampson como Rowan.[2]
- Jodie Turner-Smith como Melantha Jhirl.[2]
- Brían F. O’Byrne como Auggie.[2]

## Producción

### Desarrollo
En 2016, se anunció que Syfy desarrollaría una serie basada en la novela de Martin. Más tarde en 2017, se anunció que la serie se basaría más bien en la adaptación de la película de 1987. George R. R. Martin no participará directamente en la serie por sus contratos de exclusividad con HBO, pero será productor ejecutivo.

### Rodaje
La serie comenzó su producción a principios de 2018  en Limerick, Irlanda, y también en Troy Studios, con sede en Limerick, con Daniel Cerone como showrunner,  Cerone también sirve como productor ejecutivo en serie, junto a Gene Klein, David Bartis y Doug Liman de Hypnotic, Alison Rosenzweig y Michael Gaeta de Gaeta Rosenzweig Films, y Lloyd Ivan Miller y Alice P. Neuhauser de Lloyd Ivan Miller Productions.
El 19 de marzo de 2018 se anuncia que Daniel Cerone abandonará el proyecto tras estrenar el primer tráiler por diferencias creativas.

## Estreno
Netflix se incorporó a la serie como coproductor y tiene los derechos de distribución y transmisión internacional, además de los derechos de transmisión secundaria en los Estados Unidos desde el 1 de febrero de 2019.